# Gaočang
Gaočang  (kitajsko: 高昌; pinjin: Gāochāng; stara ujghurščina: Qocho), tudi Khocho, Karakhoja, Qara-hoja,  Kara-Khoja ali Karahoja (قاراغوجا v ujgurščini), je bilo starodavno oazno mesto na severnem robu negostoljubne puščave Takla Makan v današnjem Šindžjangu na Kitajskem. Lokacija je v objavljenih poročilih znana tudi kot Čocčo, Khočo, Čočo. Med obdobjem dinastij Juan in Ming se je Gaočang imenoval Halahedžuo (哈拉和卓) (Čara-khoja) in Huodžou.
Ruševine so 30 km jugovzhodno od sodobnega Turpana, na kraju, ki ga lokalni prebivalci imenujejo Idikut-sčari. (glej delo Alberta Grünwedela na zunanjih povezavah spodaj). Umetniške upodobitve mesta je objavil Albert von Le Coq. Nekateri viri menijo, da je bil Gaočang »kitajska kolonija«, kar pomeni, da je bil v regiji, ki so jo sicer takrat zasedala zahodnoevrazijska ljudstva.
Živahno trgovsko središče je bilo postajališče za trgovce, ki so potovali po svilni poti. Uničeno je bilo v vojnah v 14. stoletju, ruševine stare palače ter znotraj in zunaj mesta pa so še danes vidne. Skupaj z drugimi kraji vzdolž zgodovinske svilne poti je bil Gaočang leta 2014 vpisan na Unescov seznam svetovne dediščine kot del Svilne potiv v gorovju Tjanšan.
V bližini Gaočanga je še eno veliko arheološko najdišče: Astansko pokopališče.

## Zgodovina

### Kraljestvo Džuši in zgodnja kitajska vladavina Han
Najzgodnejši ljudje, za katere je znano, da so živeli na tem območju, so bili Džūšī (znani tudi kot Guši). Regija okoli Turfana je bila med dinastijo Han (206 pr. n. št. – 220 n. št.) opisana kot zasedena s strani Džūšījev, medtem ko je nadzor nad regijo nihal med Kitajci Han in Šjongnu.
Gaočang je bil zgrajen v 1. stoletju pr. n. št., bil je pomembno mesto ob svilni poti. Imel je ključno vlogo prometnega vozlišča na zahodu Kitajske. Voditelji Džūšī so kasneje obljubili svojo zvestobo dinastiji Han. Leta 327 je poveljstvo Gaočang (džùn) ustanovil nekdanji Liang pod kitajskim vladarjem Han Džang Džunom. Kitajci so ustanovili vojaško kolonijo/garnizijo in deželo organizirali v več oddelkov. Kitajski kolonisti Han iz regije Heši in osrednjih nižin so se prav tako naselili v regiji.
Po padcu dinastije Zahodni Džin se je severna Kitajska razdelila na več držav, vključno s srednjeazijskimi oazami. Gaočangu so vladali nekdanji Liang, nekdanji Čin in severni Liang kot del poveljstva. Leta 383 je general Lu Guang iz nekdanjega Čina prevzel nadzor nad regijo.
Leta 439 so ostanki severnega Lianga, ki sta jih vodila Džuču Vuhui in Džuču Andžou, pobegnili v Gaočang, kjer so se obdržali na oblasti do leta 460, ko jih je osvojil Rouranski kaganat. Druga različica te zgodbe pravi, da je leta 439 moški po imenu Ašina vodil 500 družin iz Gansuja v Gaočang. Leta 460 so jih Rourani prisilili, da so se preselili na Altaj. Postali so klan Ašina, ki je oblikoval Göktürk kaganat.
Turpanske grobnice šestih dinastij so vsebovale cmoke.

### Kraljestvo Gaočang
Od sredine 5. stoletja do sredine 7. stoletja so kraljestvo Gaočang zaporedoma nadzorovali klani Kan, Džang, Ma in Ču.
V času, ko ga je osvojil Rouranski kaganat, je bilo v Gaočangu več kot deset tisoč gospodinjstev Han Kitajcev. Rouranski kaganat, ki je imel sedež v Mongoliji, je leta 460 za kralja Gaočanga imenoval Han Kitajca po imenu Kan Bodžou in postal ločeno vazalno kraljestvo kaganata. Kan je bil odvisen od Rouranove podpore. Jičeng in Šouguj sta bila zadnja dva kralja kitajske družine Kan, ki sta vladala Gaočangu.
V tem času so se dvigal Gaoči (高車), da bi izzval moč Rouranov v Tarimski kotlini. Gaoški kralj Afudžiluo (高車) je ubil kralja Kan Šouguija, ki je bil nečak Kan Bodžouja in imenoval Hana iz Dunhuanga, po imenu Džang Mengming (張孟明), za svojega lastnega vazala, kralja Gaočanga. Gaočang je tako prešel pod oblast Gaočev.
Kasneje je bil Džang Mengming ubit v vstaji ljudi iz Gaočanga in ga je nadomestil Ma Ru (馬儒). Leta 501 je bil sam Ma Ru strmoglavljen in ubit, prebivalci Gaočanga pa so za svojega kralja imenovali Ču Džja (麴嘉) iz Džinčenga (v Gansuju). Ču Džja je izhajal iz okrožja Džong poveljstva Džinčeng (金城, kar približno ustreza današnjemu Landžouju, Gansu). Ču Džja je sprva obljubil zvestobo Rouranom, vendar so rouranskega kagana kmalu ubili Gaoči in moral se je podrediti Gaočem. Med vladavino Čuja so močne družine med seboj vzpostavile zakonske vezi in prevladovale v kraljestvu, vključevale so družine Džang, Fan, Jin, Ma, Ši in Šin. Kasneje, ko so se Gokturki pojavili kot vrhovna oblast v regiji, je dinastija Ču iz Gaočanga postala Gokturški vazal.
Medtem ko je materialna civilizacija Kuča na zahodu v tem obdobju ostala predvsem indoiranskega značaja, se je v Gaočangu postopoma zlila z estetiko Tang. Leta 607 je vladar Gaočanga Ču Boja plačal davek dinastiji Sui, vendar je njegov poskus sinicizacije izzval državni udar, ki je strmoglavil vladarja Ču. Družina Ču je bila obnovljena šest let pozneje in naslednik Ču Wentai je leta 629 našega štetja z velikim navdušenjem pozdravil romarja Tang Šuanzanga.
Kraljestvo Gaočang je bilo sestavljeno iz kitajskih migrantov Han, vladala pa mu je družina Han Kitajcev, Ču, ki je izvirala iz Gansuja. Poveljstvo Džinčeng 金城 (Landžou), okrožje Judžong 榆中 je bilo dom Ču Džja. Družina Ču je bila z zakonskimi zvezami povezana s Turki, pri čemer je bila Turkinja babica kralja Ču Boja. V tem obdobju so administracijo, jezik, urbanistično načrtovanje in konfucijansko družbo v Gaočangu tako močno prevladovali kitajski modeli, da je bila v sogdijščini znana kot kitajska četrt, raba, ki se je nadaljevala vse do perzijske geografije Ḥudūd al-‘Ālam iz 10. stoletja. Ālam.

### Vladavina dinastije Tang
Vendar pa je Ču Ventai zaradi strahu pred širitvijo Tangov kasneje sklenil zavezništvo z Zahodnimi Turki in se uprl Tang suverenosti. Cesar Taizong je poslal vojsko, ki jo je vodil general Hou Džundži, proti kraljestvu leta 640 in Ču Ventai je očitno umrl od šoka ob novici o bližajoči se vojski. Gaočang je priključila kitajska dinastija Tang in ga spremenila v podprefekturo Šidžou (西州) in sedež vlade Anši (安西). Preden so Kitajci osvojili Gaočang, je bil ovira za kitajski dostop do Tarima in Transoksianije.
Gaočang je bil naseljen z ljudmi Han in Šanši (Hedong) je bil prvotni dom kraljeve družine v času priključitve dinastije Tang. Dinastija Tang je na dvoru sprejela argumente, ki so trdili, da ga morajo priključiti, ker je bil Gaočang poseljen s Hani.
Pod vladavino Tangov so Gaočang naselili Kitajci, Sogdijci in Toharci.
V Turfanu so našli cmoke iz 7. ali 8. stoletja.
Dinastija Tang je močno oslabela zaradi upora An Lušan in leta 755 so bili Kitajci prisiljeni umakniti svoje vojake iz regije. Območje so najprej zavzeli Tibetanci, nato končno Ujguri leta 803, ki so območje poimenovali Čočo (Qocho).

### Ujgursko kraljestvo Čočo
Po letu 840 so Gaočang zasedli ostanki Ujgurskega kaganata, ki so bežali pred invazijo jenisejskih Kirgizov na njihovo deželo. [40] Ujguri so leta 850 ustanovili kraljestvo Čočo (Kara-Khoja). Prebivalci Čočoja so verjeli budizmu, manihejstvu in krščanstvu. Ujguri so se spreobrnili v budizem in sponzorirali gradnjo tempeljskih jam v bližnjih jamah Bezeklik, kjer je mogoče videti upodobitve ujgurskih sponzorjev. Budistični ujgurski kralji, ki so se imenovali idikuti, so obdržali svoj nomadski način življenja, pozimi so prebivali v Čočoju, poleti pa so se preselili v hladnejši Bišbalik blizu Urumčija.
Čočo je pozneje postal vazalna država Kara-Khitanov. Toda leta 1209 je idičut Barčuč ponudil Džingiskanu vrhovnost svojega kraljestva in osebno odšel k Džingiskanu z velikim davkom, ko so ga leta 1211 zahtevali. Ujguri so tako prešli v službo Mongolov, ki so kasneje oblikovali dinastijo Juan na Kitajskem. Ujguri so postali birokrati (semu) Mongolskega cesarstva in njihova ujgurska pisava je bila spremenjena za mongolsko. Daleč proti jugu do Čuandžouja prevlado Gaočang Ujgur v napisih Vzhodne cerkve iz obdobja Juan potrjuje njihov pomen v tamkajšnji krščanski skupnosti.
Območje Gaočang so osvojili Mongoli iz Čagatajskega Kanata (ni del dinastije Juan) od 1275 do 1318 s kar 120.000 vojaki.

## Budizem
Budizem se je na Kitajsko razširil iz Indije vzdolž severne veje svilne poti predvsem v 4. in 5. stoletju, saj so bili vladarji Liang budisti. V tem obdobju se je verjetno začela gradnja budističnih jam. V bližini Gaočanga so množice, največje so jame Bezeklik.

## Galerija
- Cesto do
- ruševin
- Glavna molitvena dvorana[24].
- Glavna skladiščna stavba
- Manihejsko stensko slikarstvo